# Visions for Children

Logo Visions for Children

Visions for Children e. V. ist ein deutscher Verein, der 2006 in Hamburg gegründet wurde und sich für die Verbesserung von Lernbedingungen und Bildungsqualität an Schulen in Krisen- und Kriegsgebieten einsetzt. Der Verein arbeitet mit ehrenamtlichen Mitgliedern sowie Beschäftigten in den leitenden Funktionen. Bisher wurden Projekte in Afghanistan, Uganda, Togo, Sri Lanka und Deutschland realisiert. Der Verein ist eine gemeinnützige Nichtregierungsorganisation (NGO) und arbeitet nicht über Dritte.

## Geschichte
2005 reisten die beiden Hamburger Mortaza Nawrozzadeh und Naim Akbarzadah in ihr Geburtsland Afghanistan. Zuletzt waren sie als Kinder dort gewesen, bevor sie mit ihren Familien nach Deutschland flohen. Nach eigenen Angaben gründeten sie Visions for Children e. V., nachdem sie „betroffen von den Auswirkungen des langen Krieges und den schlechten Lebensumständen der Familien in Afghanistan“ und den Lernbedingungen an der afghanischen Tagesschule „Kalay Fatullah“, der es an allem Nötigen mangelte, zurückkehrten. Beeindruckt von der Lernmotivation und dem Mut der Kinder und der Lehrer, war ihnen sofort klar, dass sie die Schule unterstützen mussten. Zurück in Deutschland gründeten Naim und Mortaza mit Freunden und Kommilitonen Visions for Children e. V. mit der Vision, dass alle Kinder die Möglichkeit erhalten sollen, Grundfähigkeiten wie Lesen, Schreiben und Rechnen zu erlernen.
Zu Anfang konzentrierte sich die Arbeit des Vereins auf den Ausbau der genannten Schule und man engagierte sich in der Hamburger Geflüchteten- und Integrationshilfe. Doch bereits in den folgenden Jahren wurde der Wirkungsbereich ausgeweitet und vor allem auf die Unterstützung von bedürftigen Schulen in Krisenregionen fokussiert. Bis heute hat der Verein zahlreiche weitere Bildungsprojekte in Afghanistan, Sri Lanka, Togo und Uganda realisiert und mit diesem Vorgehen über 17.000 Schülerinnen und Schüler erreicht. An Schulen in besonders finanziell schwachen und volatilen Gebieten wurden unter anderem einsturzgefährdete Gebäude saniert, neue Schulgebäude errichtet, Klassenräume ausgestattet, Lehrmittel bereitgestellt, Bibliotheken ausgestattet, Sanitäranlagen gebaut und begleitend Hygiene- und Instandhaltungs-Workshops durchgeführt. Insgesamt konnten bisher zwölf Schulbauprojekte abgeschlossen werden.
2017 erhielt Visions for Children e. V. erstmals öffentliche Fördermittel des Bundesministeriums für wirtschaftliche Zusammenarbeit und Entwicklung für ein Sanitärprojekt an einer Schule in Kabul. 2021 feierte Visions for Children e. V. sein 15-jähriges Bestehen.

## Ziele und Arbeitsweise
Visions for Children e. V. engagiert sich dafür, dass jedes Kind die Möglichkeit einer Grundbildung bekommt und Grundfähigkeiten wie Lesen und Schreiben erlernt. Anlehnend an das vierte Nachhaltigkeitsziel der Agenda 2030 („Inklusive, gerechte und hochwertige Bildung gewährleisten und Möglichkeiten des lebenslangen Lernens für alle fördern“) sollen Voraussetzungen für eine gute Lernatmosphäre und Bildungsqualität an Schulen geschaffen werden und damit nachhaltig Lernerfolge gefördert, Lebensqualität verbessert und Armut bekämpft werden.
Der besondere Schwerpunkt liegt in Regionen, in denen u. a. aufgrund von instabilen und volatilen wirtschaftlichen sowie politischen Zuständen nur wenige Kinder Zugang zu Bildung haben. Der Verein investiert in bestehende Strukturen und stärkt diese, dabei wird möglichst mit vorhandenen Ressourcen gearbeitet.
Bei der Vorgehensweise in entwicklungspolitischen Projekten sind die Zusammenarbeit auf Augenhöhe mit lokalen Partnern, wie auch die nachhaltige Entwicklung bildungsstärkender Projekte, zentrale Kriterien, an denen sich der Verein, eigenen Aussagen nach, misst. Projektpartner werden nach einem konsequenten Kriterienkatalog ausgewählt, der die oben genannten Wertevorstellungen inkludiert.

## Vereinsstruktur und Auszeichnungen
Zwei bis fünf Vorstandsmitglieder vertreten und leiten während ihrer zweijährigen Amtszeit den Verein. Eine Wiederwahl ist möglich. Der Vorstand besteht seit Juni 2023 aus: Jessica Wieler und Hila Limar. Die Mitglieder des Aufsichtsrates vertreten die Mitgliederinteressen und berufen sowie beraten den Vorstand. Die aktuellen Mitglieder sind: Maulud Amir und Saskia Haun (Stand April 2024).
Im Jahr 2024 zählt der Hamburger Verein ca. 31 aktive Mitglieder unterschiedlicher Studienrichtungen und Fachbereiche, welche zu einem großen Anteil ehrenamtlich für den Verein arbeiten.
Hila Limar ist seit 2009 Vorstandsvorsitzende des Vereins. Die gebürtige Afghanin und gelernte Architektin ist dem Verein 2007 während ihres Studiums als ehrenamtliches Mitglied beigetreten und übernahm zwei Jahre später die Führung. Seit 2019 widmet sich Hila Limar hauptberuflich der Leitung von Visions for Children. Im selben Jahr wurde sie gemeinsam mit ihrer Schwester und Vereins-Botschafterin Wana Limar von Edition F mit dem 25 Frauen Award in der Kategorie Bildung ausgezeichnet. Hamburg ehrte die beiden außerdem als Hamburgerinnen des Jahres 2019 in der Kategorie „Soziales Engagement“. Im folgenden Jahr wurde Hila Limar für das Focus Magazin zu einer der 100 Frauen des Jahres 2020 gewählt.

## Finanzierung
Die Projekte werden größtenteils durch Einzel- und Dauerspenden finanziert. Stand 2024 finden sich unter den regelmäßigen Spendern über 690 Fördermitglieder, die den Verein finanziell mittragen, aber auch Expertise sowie Arbeitszeit spenden können. Darüber hinaus wird Visions for Children e. V. durch einige Unternehmenskooperationen finanziell unterstützt. Ferner nutzt der Verein Events wie Spendenläufe, Charity-Turniere, Kinoabende und Straßenfeste, um auf seine Ziele aufmerksam zu machen und Spenden zu generieren. Seit 2017 ist eine weitere wichtige Einnahmequelle das BMZ. Außerdem fördern auch Stiftungen seit 2017 vermehrt den Verein, wie z. B. die NUE Stiftung (Norddeutsche Stiftung für Umwelt und Entwicklung), die Lux Stiftung, Fly&help und die Etmenan Stiftung.
Visions for Children e. V. hat feste Kriterien für die Auswahl an Kooperationspartnern, welche mit der Vereinsordnung und Mission von Visions for Children e. V. vereinbar sein müssen. Visions for Children lehnt grundsätzlich Spenden von Unternehmen ab, die durch ihre Produkte oder ihr Handeln Kinder gefährden, die jeglichem Engagement für Kinderrechte entgegenstehen oder in der Rüstungsindustrie tätig sind. Eine umfassende Berichterstattung über die Arbeit und den Mitteleinsatz gehören zum Selbstverständnis des Vereins.
Die Gelder flossen 2022 mit einem Anteil von 81 % in die Projekte. Die restlichen 11 % werden für die Verwaltung, Transparenz, Spendenakquise und Öffentlichkeitsarbeit ausgegeben. 2022 lagen die Einnahmen bei 985.318,42 €.

## Unterstützer
Visions for Children e. V. wird von unterschiedlichen Personen des öffentlichen Lebens unterstützt. Medienpräsenz und sozialer Einfluss, im Besonderen in den sozialen Medien, generieren zusätzliche Aufmerksamkeit und Reichweite für die gemeinsame Vereinsvision.
- Wana Limar (Video Creator)[8][9]
- Zeina Nassar (Boxerin)
- Lena Meyer-Landrut (Sängerin)[10]
- Usama Elyas von Rebell Comedy (Comedian)[10]
- Chefket (Rapper/ Sänger)[11]
- Farhot (Musikproduzent)[12]

## Projekte
Bildungsprojekte in Afghanistan
- seit 2022 Bildungsprojekte an der Block-Haye-Hawayee Schule und der Qala-e-Jangi Mädchenschule in Mazar-e-Sharif in Afghanistan.[13][14]
- 2020 startete das Projekt an der Khoja Mohammad Parsa Schule in Kabul mit geplanten 12 Klassenräumen, 4 Büros, Toiletten und Sanitäranlagen, Fortbildungsworkshops für Lehrerinnen und Lehrer, Hygieneworkshops[15]
- 2018 Ausstattung der Abdul Wahed Bahra Schule in Herat mit Inventar und Unterrichtsmaterialien[16]
- seit 2015 Aufbau der Grund- und Mittelschule Khwaja Boghra: Unterrichtsmaterialien, Schulbücher, 25 Klassenräume, Sanitäranlagen, 15 Unterrichtszelte, Hygieneworkshops, IT-Ausstattung, Computerkurse, Solarpanels, Spielplatz[17]
- 2015–2016 Anschaffung und Aufbau von 25 Zelten und Teppichböden für die Baba Zangee Highschool in Herat[18]
- 2009 „Fekri Saljouqi“ in Herat: Trinkflaschen, Winterkleidung, Teppichböden
- 2006–2015 Aufbau und Ausstattung der Schule Kalay Fatullah: Unterrichtsmaterialien, Klassenräume, Sanitäranlagen, Bibliothek, Sportunterricht, Reparaturen, warme Küche

Bildungsprojekte in Afrika
- 2022 und 2023 starteten zwei WASH (Water, Sanitation and Hygiene) Programme an je sieben Grundschulen im Otuke und Alebtong Distrikt im Norden Ugandas.[19][20]
- seit 2021 Errichtung neuer Latrinen, einer Handwaschanlage und eines neuen Schulgebäudes an der Barmwony Grundschule in Oyam im Norden Ugandas.[21]
- seit 2019 ergänzender Aufbau der Kaloi Grundschule in Uganda: geschlechtergetrennte Waschräume, Toiletten, Wassertanks und –pumpe in Zusammenarbeit mit Viva con Aqua sowie Klassenraum-Sanierung und der Bau von Schlafsälen[22]
- seit 2019 Bau von Klassenraumgebäuden, Lehrerhäuser, Waschräume und Brunnen an der Nakibanga Primary School in Uganda[23]
- seit 2015 Aufbau der John Bosco School in Katosi, Uganda: Unterrichtsmaterialien, Schulbücher, Schulgebäude, Sanitäranlagen sowie Hygiene-Workshops, Wassertank und Bibliothek in Kooperation mit lokalem Partner K.I.D.A[24]
- 2008 Soforthilfemaßnahmen (Kleider- und Sachspenden, Schulbuslinie) für Schulkinder in Anhelo, Togo[25]

Bildungsprojekte in anderen Regionen
- 2008 Kooperation mit der NGO „Streams of Hope“ Einrichtung eines Schulbusses (Aného Togo)
- 2007 Future for Children Wacker College in Koskoda, Sri Lanka: Einführung des Sportunterrichts, Computeranschaffung

Nothilfen
- 2023 Humanitäre Nothilfen für Überlebende der Erdbeben in Herat (Afghanistan), Ramadan und Winter Nothilfe in Afghanistan
- 2023 Humanitäre Nothilfen für Überlebende der Erdbeben in der Türkei und Syrien
- 2022 Humanitäre Nothilfen für Ramadan und die kalten Wintermonate in Afghanistan
- 2021 Humanitäre Nothilfen in Kabul, Herat und Mazar-e-Sharif zu Ramadan, im Winter und in Folge der Machtübernahme durch die Taliban (Afghanistan)
- 2020 Corona-Nothilfen in Kabul, Herat (Afghanistan) und Mukono (Uganda)
- jährliche Ramadan-Aktion und Winterhilfe mit Sachspenden für binnengeflüchtete Personen in Afghanistan in Kooperation mit dem Afghanischen Frauenverein e. V.
- 2010 Hilfe für Flutopfer in Pakistan

Integration und Aufklärungsarbeit in Hamburg
- seit 2021 Erstellung von Unterrichtsmaterialien zu den Ursachen und Folgen internationaler Krisen und Konflikte am Beispiel Afghanistans sowie zu Lösungsansätzen im Rahmen der nachhaltigen Entwicklungszusammenarbeit für Hamburger Schulen[27]
- 2015 und 2016 Weihnachtsbacken mit Bewohnern einer Hamburger Geflüchtetenunterkunft[28]
- 2015 Musikfest Refugees Welcome[29]
- seit 2012 jährliche Benefizfußballturniere[30]
- 2012 „Hajusom“ Theater für geflüchtete Kinder und Jugendliche, Nachhilfe und Unterstützung bei Behördengängen[31]
- 2011 Charity-Projekt „Hamburg Teilt“
- 2007 Kooperation mit der Albertinen Stiftung, Patenschaft für junge Patienten

## Belege
1. ↑  Visions for Children e. V. Über uns. In: visions4children.org. Abgerufen am 10. Februar 2021.
2. ↑  Über uns. Abgerufen am 23. April 2024 (deutsch).
3. ↑  Visions for Children e. V. Transparenz. In: visions4children.org. Abgerufen am 23. April 2024.
4. ↑  EDITION F. Redaktion: Der Abend in Bildern: „25 Frauen, die mit ihrer Stimme unsere Gesellschaft bewegen“. In: EDITION F. 19. Mai 2019, abgerufen am 10. Februar 2021.
5. ↑  Transparenz. Abgerufen am 23. April 2024 (deutsch).
6. ↑  Visions for Children e. V.: Das Visions for Children 1x1: Nach welchen Prinzipien wir arbeiten auf YouTube, 18. November 2020, abgerufen am 29. Januar 2021 (1:10 min).
7. ↑  Downloads. Abgerufen am 23. April 2024 (deutsch).
8. ↑  Madeline Dangmann: Wana Limar designt Charity-Clutch für Liebeskind Berlin. In: Vogue. 12. Mai 2017, abgerufen am 1. November 2017.
9. ↑  Wana Limar: Noch heute habe ich Existenzängste. In: Zeit Online. Abgerufen am 1. November 2017.
10. 1 2  Ömer Mutlu: Persönliche Videogrüße von Lena Meyer Landrut oder von der Rebell Comedy Crew? In: kukue.de. KuKü – Kunst und Kültür Production UG, 2017, archiviert vom Original (nicht mehr online verfügbar) am 13. Mai 2017; abgerufen am 1. November 2017.
11. ↑  Chefket bei Greetzly. In: greetzly.com. Abgerufen am 1. November 2017.
12. ↑  Visions for Children e. V. Farhot. In: visions4children.org. Abgerufen am 10. Februar 2021.
13. ↑  Block Haye Hawayee Mittelschule. Abgerufen am 23. April 2024 (deutsch).
14. ↑  Qala-e-Jangi Mädchenschule. Abgerufen am 23. April 2024 (deutsch).
15. ↑  Visions for Children e. V. Grundschule Khoja Mohammad Parsa. In: visions4children.org. Abgerufen am 10. Februar 2021.
16. ↑  Visions for Children e. V. Abdul Wahed Bahra. In: visions4children.org. Abgerufen am 10. Februar 2021.
17. ↑  Grund- und Mittelschule Khwaja Boghra. In: visions4children.org. Visions for Children e. V., abgerufen am 10. Februar 2021.
18. ↑  Baba Zangee Highschool. In: visions4children.org. Abgerufen am 10. Februar 2021.
19. ↑  WASH-Programm an 7 Schulen. Abgerufen am 23. April 2024 (deutsch).
20. ↑  WASH-Programm an 7 Schulen. Abgerufen am 23. April 2024 (deutsch).
21. ↑  Barmwony Grundschule. In: visions4children.org. Abgerufen am 5. Januar 2022.
22. ↑  Visions for Children e. V. Kaloi Grundschule. In: visions4children.org. Abgerufen am 10. Februar 2021.
23. ↑  Visions for Children e. V. Grundschule Nakibanga. In: visions4children.org. Abgerufen am 10. Februar 2021.
24. ↑  Schulbau in Katosi Uganda. In: gooding.de. Gooding GmbH Frankfurt, abgerufen am 1. November 2017.
25. ↑  Schule für Anhelo. In: visions4children.org. Abgerufen am 10. Februar 2021.
26. ↑  Nothilfe. Abgerufen am 23. April 2024 (deutsch).
27. ↑  Inlandsprojekt – Entwicklungszusammenarbeit lernen. In: visions4children.org. Abgerufen am 5. Januar 2022.
28. ↑  Weihnachtsbacken 2016. Visions for Children e. V., 2015, abgerufen am 10. Februar 2021.
29. ↑  Die MOPO-Tipps für das Wochenende in Hamburg. In: MOPO. 31. Juli 2015, abgerufen am 1. November 2017.
30. ↑  Kicken für den guten Zweck. In: MOPO. 27. April 2017, abgerufen am 1. November 2017.
31. ↑  Hajusom Projektinformationen. In: visions4children.org. Abgerufen am 1. November 2017.